# Котов Борис Іванович
Бори́с Іва́нович Кото́в (*26 травня 1943, Ташкент) — доктор технічних наук.
Народився 26 травня 1943 року в м. Ташкенті. Закінчив у 1965 Українську сільськогосподарську академію. Інженер-електрик. Завідувач лабораторії Національного наукового центру «Інститут механізації та електрифікації сільського господарства». Доктор технічних наук.
Має понад 120 публікацій, в тому числі 39 авторських свідоцтв на винаходи.
Основний напрям наукової роботи — енергозбереження та інтенсифікація технологічних процесів після збиральної обробки і зберігання сільгосппродукції.